# Aeropuerto Internacional Zayed

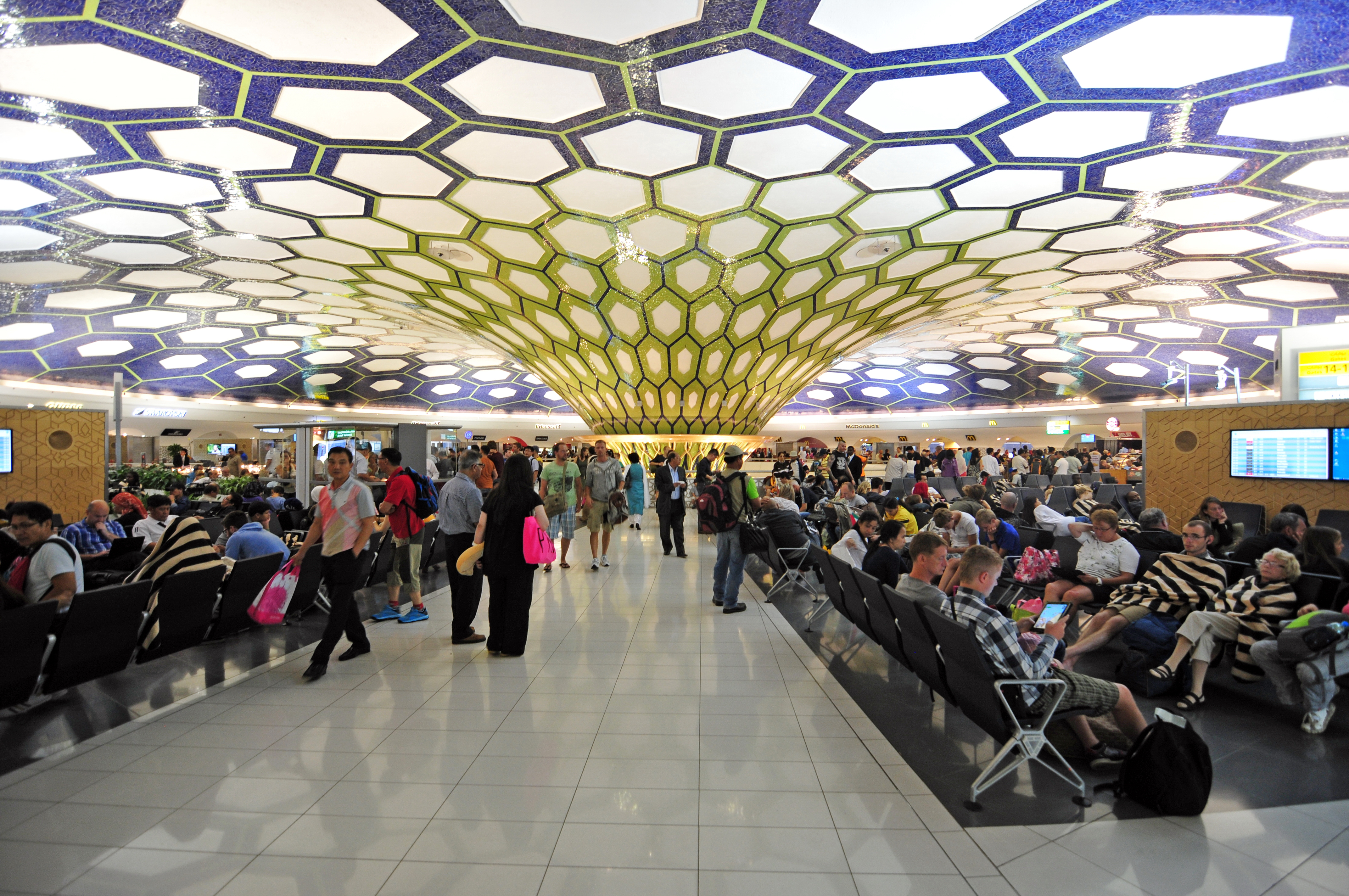
Terminal

El Aeropuerto Internacional Zayed (árabe: مطار زايد الدولي) (previamente Aeropuerto Internacional de Abu Dhabi (árabe: مطار أبو ظبي الدولي)) (IATA: AUH, OACI: OMAA) es un aeropuerto en Abu Dabi, capital de Emiratos Árabes Unidos. El aeropuerto es uno de los primeros del mundo en cuanto a crecimiento de pasajeros (+34% en el primer trimestre de 2008), nuevas aerolíneas y desarrollo de infraestructuras. 
El Aeropuerto Internacional de Abu Dabi es el segundo más grande de los Emiratos Árabes Unidos, atendiendo a 6,9 millones de pasajeros en 2007, un incremento superior al 30% respecto de 2006. La terminal está dominada por Etihad Airways que es la segunda aerolínea más grande de los Emiratos Árabes Unidos tras Emirates.
En 2009 se abrió una nueva terminal.

## Ampliación
El trabajo de ampliación ha comenzado con una nueva terminal de pasajeros, el edificio principal y la pieza central del nuevo aeropuerto, que se encuentra entre las dos pistas de aterrizaje y es conocida como la Midfield Terminal. Al finalizar el 2017, dicha terminal aumentará la capacidad de pasajeros del aeropuerto a más de 30 millones por año, con opciones de llegar hasta 60 millones. Una terminal adicional está en consideración y tendría capacidad para 80 millones de pasajeros.
Los proyectos del plan maestro de expansión incluyen una tercera pista de 4.100 m (13.500 pies) paralela a la de 2.000 m (6.562 pies) existente, una nueva torre de control de 110 m (360 pies) de altura, situada entre las dos pistas. También se incluye un nuevo centro de control de tráfico aéreo, unas mejoradas instalaciones de carga y mantenimiento y otros espacios comerciales en el terreno adyacente situado al norte del aeropuerto.
Al tener un total de 34 kilómetros cuadrados (13 millas cuadradas) de superficie, este ambicioso proyecto proporcionará una base para la aerolínea nacional de los Emiratos Árabes Unidos, Etihad Airways, que será el usuario más importante de las nuevas instalaciones de carga, con una capacidad de tratamiento de alrededor de dos millones de toneladas de carga al año. Cerca de las nuevas instalaciones de carga, la tierra se ha destinado a actividades comerciales, parques empresariales y promociones inmobiliarias. Las instalaciones de mantenimiento de aeronaves continuarán en el lado sur del aeropuerto. Se prevé el crecimiento de otros operadores como Royal Jet y Abu Dhabi Aviación.
Entre otros aspectos del proyecto, una vez terminado, está el diseño de aviones a distancia, que se encuentra completo con la iluminación de pistas y combustible hidrante.
El exterior de la terminal se asemeja a la de la nueva terminal construida en el Aeropuerto de Bombáí, ya que fue diseñado por el mismo arquitecto: Skidmore, Owings & Merrill.

### Terminal de la ciudad
Existe un centro de check-in en el centro de Abu Dhabi, para los viajeros que lo deseen. Esta instalación, conocida como la terminal de la ciudad, se asemeja a un aeropuerto y cuenta con instalaciones de salón y de transporte. Después de haber facturado en la terminal de la ciudad, los viajeros pueden llegar al aeropuerto a sólo una hora antes de la salida de su vuelo. Un nuevo lugar de check-in es operado por Etihad Airways en el Etihad Travel Mall a las afueras de Dubái.

### Instalación fronteriza de EE. UU
En diciembre de 2011, el gobierno de Abu Dhabi firmó una carta de aprobación para construir una instalación fronteriza de Estados Unidos (United States border preclearance) similar a las instalaciones aduaneras existentes en Canadá, Australia, Bahamas, e Irlanda. Etihad operó su primer vuelo a la Estados Unidos desde esta instalación de 25 de enero de 2014.

### Pistas
El Aeropuerto Internacional de Abu Dhabi cuenta con dos pistas paralelas, 13R / 31L y 13L / 31R. Ambas son de 4.100 m × 60 m (13.450 pies x 200 pies).

## Aerolíneas y destinos

### Pasajeros
| Ciudades             | Nombre del aeropuerto                                           | Aerolíneas | Aeronaves                  | Frecuencias semanales |
| África               | África                                                          | África | África                     | África                |
| -------------------- | --------------------------------------------------------------- | --- | -------------------------- | --------------------- |
| Egipto               |                                                                 | |                            |                       |
| Alejandría           | Aeropuerto Internacional de Alejandría                          | Air Arabia Wizz Air Abu Dhabi                                                                                 | A32x A321x                 |                       |
| El Cairo             | Aeropuerto Internacional de El Cairo                            | Air Arabia EgyptAir Etihad Airways                                                                            | A32x                       |                       |
| Guiza                | Aeropuerto Internacional Esfinge                                | Wizz Air Abu Dhabi                                                                                            | A321x                      |                       |
| Suhag                | Aeropuerto Internacional de Suhag                               | Air Arabia Wizz Air Abu Dhabi                                                                                 | A32x A321x                 |                       |
| Kenia                |                                                                 | |                            |                       |
| Nairobi              | Aeropuerto Internacional Jomo Kenyatta                          | Etihad Airways (reinicia 1 de mayo de 2024)                                                                   |                            |                       |
| Marruecos            |                                                                 | |                            |                       |
| Casablanca           | Aeropuerto Internacional Mohámmed V                             | Etihad Airways                                                                                                |                            |                       |
| Seychelles           |                                                                 | |                            |                       |
| Mahé                 | Aeropuerto Internacional de Seychelles                          | Etihad Airways                                                                                                |                            |                       |
| Sudáfrica            |                                                                 | |                            |                       |
| Johannesburgo        | Aeropuerto Internacional de Johannesburgo-Oliver Reginald Tambo | Etihad Airways                                                                                                |                            |                       |
| Sudán                |                                                                 | |                            |                       |
| Jartum               | Aeropuerto Internacional de Jartum                              | Air Arabia Abu Dhabi Badr Airlines                                                                            | A32x                       |                       |
| Puerto Sudán         | Aeropuerto de Puerto Sudán                                      | Badr Airlines                                                                                                 |                            |                       |
| Norteamérica         |                                                                 | |                            |                       |
| Canadá               |                                                                 | |                            |                       |
| Toronto              | Aeropuerto Internacional Toronto Pearson                        | Etihad Airways                                                                                                |                            |                       |
| Estados Unidos       |                                                                 | |                            |                       |
| Atlanta              | Aeropuerto Internacional Hartsfield-Jackson                     | Etihad Airways (Inicia 25 de junio del 2025)                                                                  |                            |                       |
| Boston               | Aeropuerto Internacional Logan                                  | Etihad Airways                                                                                                |                            |                       |
| Charlotte            | Aeropuerto Internacional de Charlotte-Douglas                   | Etihad Airways (Inicia 24 de mayo del 2026)                                                                   |                            |                       |
| Chicago              | Aeropuerto Internacional O'Hare                                 | Etihad Airways                                                                                                |                            |                       |
| Nueva York           | Aeropuerto Internacional John F. Kennedy                        | Etihad Airways                                                                                                | A380-861, B787-9           |                       |
| Washington D. C.     | Aeropuerto Internacional de Washington-Dulles                   | Etihad Airways                                                                                                |                            |                       |
| Asia                 |                                                                 | |                            |                       |
| Arabia Saudita       |                                                                 | |                            |                       |
| Casim                | Aeropuerto Internacional Príncipe Naif bin Abdulaziz            | Etihad Airways (inicia 24 de junio de 2024)                                                                   |                            |                       |
| Dammam               | Aeropuerto Internacional Rey Fahd                               | Etihad Airways Wizz Air Abu Dhabi                                                                             | A321x                      |                       |
| Medina               | Aeropuerto Príncipe Mohammad Bin Abdulaziz                      | Saudia Wizz Air Abu Dhabi                                                                                     | A321x                      |                       |
| Riad                 | Aeropuerto Internacional Rey Khalid                             | Etihad Airways Saudia                                                                                         |                            |                       |
| Yeda                 | Aeropuerto Internacional Rey Abdulaziz                          | Etihad Airways Saudia                                                                                         |                            |                       |
| Armenia              |                                                                 | |                            |                       |
| Ereván               | Aeropuerto Internacional de Zvartnots                           | Wizz Air Abu Dhabi                                                                                            | A321x                      |                       |
| Azerbaiyán           |                                                                 | |                            |                       |
| Bakú                 | Aeropuerto Internacional Heydar Aliyev                          | Air Arabia Abu Dhabi Wizz Air Abu Dhabi                                                                       | A32x A321x                 |                       |
| Bangladés            |                                                                 | |                            |                       |
| Chittagong           | Aeropuerto Internacional Shah Amanat                            | Air Arabia Abu Dhabi Biman Bangladesh Airlines Etihad Airways US-Bangla Airlines (inicia 19 de abril de 2024) | A32x                       |                       |
| Daca                 | Aeropuerto Internacional de Daca-Hazrat Shahjalal               | Air Arabia Abu Dhabi Biman Bangladesh Airlines US-Bangla Airlines (inicia 19 de abril de 2024)                | A32x                       |                       |
| Sylhet               | Aeropuerto Internacional Osmani                                 | Biman Bangladesh Airlines                                                                                     |                            |                       |
| Baréin               |                                                                 | |                            |                       |
| Manama               | Aeropuerto Internacional de Baréin                              | Air Arabia Abu Dhabi Etihad Airways Gulf Air                                                                  | A32x                       |                       |
| Catar                |                                                                 | |                            |                       |
| Doha                 | Aeropuerto Internacional Hamad                                  | Etihad Airways Qatar Airways                                                                                  |                            |                       |
| China                |                                                                 | |                            |                       |
| Haikou               | Aeropuerto Internacional de Haikou-Meilan                       | Hainan Airlines                                                                                               |                            |                       |
| Pekín                | Aeropuerto Internacional de Pekín-Daxing                        | Etihad Airways                                                                                                |                            |                       |
| Shanghái             | Aeropuerto Internacional de Shanghái-Pudong                     | Etihad Airways                                                                                                |                            |                       |
| Chipre               |                                                                 | |                            |                       |
| Lárnaca              | Aeropuerto Internacional de Lárnaca                             | Wizz Air Abu Dhabi                                                                                            | A321x                      |                       |
| Corea del Sur        |                                                                 | |                            |                       |
| Seúl                 | Aeropuerto Internacional de Incheon                             | Etihad Airways                                                                                                |                            |                       |
| Filipinas            |                                                                 | |                            |                       |
| Manila               | Aeropuerto Internacional Ninoy Aquino                           | Etihad Airways                                                                                                |                            |                       |
| Georgia              |                                                                 | |                            |                       |
| Kutaisi              | Aeropuerto de Kopitnari                                         | Wizz Air Abu Dhabi                                                                                            | A321x                      |                       |
| Tiflis               | Aeropuerto Internacional de Tiflis                              | Air Arabia Abu Dhabi                                                                                          | A32x                       |                       |
| India                |                                                                 | |                            |                       |
| Ahmedabad            | Aeropuerto Internacional Sardar Vallabhbhai Patel               | Air Arabia Abu Dhabi Etihad Airways IndiGo                                                                    | A32x                       |                       |
| Bangalore            | Aeropuerto Internacional Kempegowda                             | Etihad Airways                                                                                                |                            |                       |
| Bombay               | Aeropuerto Internacional Chhatrapati Shivaji                    | Air Arabia Abu Dhabi Air India Etihad Airways IndiGo Vistara                                                  | A32x                       |                       |
| Calcuta              | Aeropuerto Internacional Netaji Subhash Chandra Bose            | Air Arabia Abu Dhabi Etihad Airways                                                                           | A32x                       |                       |
| Chandigarh           | Aeropuerto de Chandigarh                                        | IndiGo (inicia 15 de mayo de 2024)                                                                            |                            |                       |
| Chennai              | Aeropuerto Internacional de Chennai                             | Air Arabia Abu Dhabi Etihad Airways IndiGo                                                                    | A32x                       |                       |
| Cochín               | Aeropuerto Internacional de Cochín                              | Air Arabia Abu Dhabi Air India Express Etihad Airways IndiGo                                                  | A32x                       |                       |
| Delhi                | Aeropuerto Internacional de Noida                               | Etihad Airways IndiGo                                                                                         |                            |                       |
| Goa                  | Aeropuerto Internacional Manohar                                | IndiGo |                            |                       |
| Hyderabad            | Aeropuerto Internacional Rajiv Gandhi                           | Etihad Airways IndiGo                                                                                         |                            |                       |
| Jaipur               | Aeropuerto de Jaipur                                            | Etihad Airways (reinicia 16 de junio de 2024)                                                                 |                            |                       |
| Kannur               | Aeropuerto Internacional de Kannur                              | Air India Express IndiGo (inicia 9 de mayo de 2024)                                                           |                            |                       |
| Kozhikode            | Aeropuerto Internacional de Kozhikode                           | Air Arabia Abu Dhabi Air India Express Etihad Airways IndiGo                                                  | A32x                       |                       |
| Lucknow              | Aeropuerto Internacional Chaudhary Charan Singh                 | IndiGo |                            |                       |
| Mangalore            | Aeropuerto Internacional de Mangalore                           | Air India Express                                                                                             |                            |                       |
| Thiruvananthapuram   | Aeropuerto Internacional de Trivandrum                          | Air Arabia Abu Dhabi Air India Express Etihad Airways                                                         | A32x                       |                       |
| Tiruchirappalli      | Aeropuerto Internacional de Tiruchirappalli                     | Air India Express                                                                                             |                            |                       |
| Indonesia            |                                                                 | |                            |                       |
| Yakarta              | Aeropuerto Internacional Soekarno-Hatta                         | Etihad Airways                                                                                                |                            |                       |
| Irán                 |                                                                 | |                            |                       |
| Lar                  | Aeropuerto Internacional de Larestan                            | Air Arabia Abu Dhabi                                                                                          | A32x                       |                       |
| Teherán              | Aeropuerto Internacional Imán Jomeini                           | Air Arabia Abu Dhabi                                                                                          | A32x                       |                       |
| Irak                 |                                                                 | |                            |                       |
| Bagdad               | Aeropuerto Internacional de Bagdad                              | Air Arabia Abu Dhabi Iraqi Airways                                                                            | A32x                       |                       |
| Erbil                | Aeropuerto Internacional de Erbil                               | Air Arabia Abu Dhabi                                                                                          | A32x                       |                       |
| Israel               |                                                                 | |                            |                       |
| Tel Aviv             | Aeropuerto Internacional Ben Gurión                             | Etihad Airways Wizz Air Abu Dhabi                                                                             | A321x                      |                       |
| Japón                |                                                                 | |                            |                       |
| Osaka                | Aeropuerto Internacional de Kansai                              | Etihad Airways                                                                                                |                            |                       |
| Tokio                | Aeropuerto Internacional de Narita                              | Etihad Airways                                                                                                |                            |                       |
| Jordania             |                                                                 | |                            |                       |
| Amán                 | Aeropuerto Internacional Queen Alia                             | Air Arabia Abu Dhabi Etihad Airways Royal Jordanian Wizz Air Abu Dhabi                                        | A32x A321x                 |                       |
| Áqaba                | Aeropuerto Internacional Rey Husein                             | Wizz Air Abu Dhabi                                                                                            | A321x                      |                       |
| Kazajistán           |                                                                 | |                            |                       |
| Almaty               | Aeropuerto Internacional de Almaty                              | Wizz Air Abu Dhabi                                                                                            | A321x                      |                       |
| Astaná               | Aeropuerto Internacional de Astaná                              | Wizz Air Abu Dhabi                                                                                            | A321x                      |                       |
| Turkestán            | Aeropuerto Internacional Hazret Sultan                          | Wizz Air Abu Dhabi                                                                                            | A321x                      |                       |
| Kirguistán           |                                                                 | |                            |                       |
| Biskek               | Aeropuerto Internacional de Biskek                              | Wizz Air Abu Dhabi                                                                                            | A321x                      |                       |
| Kuwait               |                                                                 | |                            |                       |
| Ciudad de Kuwait     | Aeropuerto Internacional de Kuwait                              | Air Arabia Abu Dhabi Etihad Airways Jazeera Airways Kuwait Airways Wizz Air Abu Dhabi                         | A32x A321x                 |                       |
| Líbano               |                                                                 | |                            |                       |
| Beirut               | Aeropuerto Internacional Rafic Hariri                           | Air Arabia Abu Dhabi Etihad Airways Middle East Airlines                                                      | A32x A3xx                  |                       |
| Malasia              |                                                                 | |                            |                       |
| Kuala Lumpur         | Aeropuerto Internacional de Kuala Lumpur                        | Etihad Airways                                                                                                |                            |                       |
| Maldivas             |                                                                 | |                            |                       |
| Malé                 | Aeropuerto Internacional de Malé                                | Etihad Airways Wizz Air Abu Dhabi                                                                             | A321x                      |                       |
| Nepal                |                                                                 | |                            |                       |
| Katmandú             | Aeropuerto Internacional de Katmandú                            | Air Arabia Abu Dhabi Himalaya Airlines                                                                        | A32x A3xxceo               |                       |
| Omán                 |                                                                 | |                            |                       |
| Mascate              | Aeropuerto Internacional de Mascate                             | Air Arabia Abu Dhabi Etihad Airways Oman Air SalamAir Wizz Air Abu Dhabi                                      | A32x B7x7 A32x-251N* A321x |                       |
| Salalah              | Aeropuerto de Salalah                                           | Air Arabia Abu Dhabi SalamAir Wizz Air Abu Dhabi                                                              | A32x A32x-251N* A321x      |                       |
| Pakistán             |                                                                 | |                            |                       |
| Faisalabad           | Aeropuerto Internacional de Faisalabad                          | Air Arabia Abu Dhabi                                                                                          | A32x                       |                       |
| Islamabad            | Nuevo Aeropuerto Internacional de Islamabad                     | Airblue Etihad Airways Pakistan International Airlines                                                        | A32x                       |                       |
| Karachi              | Aeropuerto Internacional Jinnah                                 | Etihad Airways Pakistan International Airlines                                                                |                            |                       |
| Lahore               | Aeropuerto Internacional Allama Iqbal                           | Airblue Etihad Airways Pakistan International Airlines                                                        | A32x                       |                       |
| Multan               | Aeropuerto Internacional de Multan                              | Air Arabia Abu Dhabi                                                                                          | A32x                       |                       |
| Peshawar             | Aeropuerto Internacional de Peshawar                            | Pakistan International Airlines                                                                               |                            |                       |
| Sialkot              | Aeropuerto Internacional de Sialkot                             | Pakistan International Airlines                                                                               |                            |                       |
| Singapur             |                                                                 | |                            |                       |
| Singapur             | Aeropuerto Internacional de Singapur                            | Etihad Airways                                                                                                |                            |                       |
| Siria                |                                                                 | |                            |                       |
| Alepo                | Aeropuerto Internacional de Alepo                               | Cham Wings Airlines                                                                                           | A320-200                   |                       |
| Damasco              | Aeropuerto Internacional de Damasco                             | Cham Wings Airlines Syrian Air                                                                                | A320-200                   |                       |
| Latakia              | Aeropuerto de Latakia                                           | Syrian Air |                            |                       |
| Sri Lanka            |                                                                 | |                            |                       |
| Colombo              | Aeropuerto Internacional Bandaranaike                           | Air Arabia Abu Dhabi Etihad Airways SriLankan Airlines                                                        | A32x A3xx                  |                       |
| Tailandia            |                                                                 | |                            |                       |
| Bangkok              | Aeropuerto Internacional Suvarnabhumi                           | Etihad Airways                                                                                                | B787-10                    |                       |
| Phuket               | Aeropuerto Internacional de Phuket                              | Etihad Airways                                                                                                | B787-10                    |                       |
| Turkmenistán         |                                                                 | |                            |                       |
| Asjabad              | Aeropuerto Internacional de Asjabad                             | Turkmenistan Airlines                                                                                         |                            |                       |
| Turquía              |                                                                 | |                            |                       |
| Ankara               | Aeropuerto Internacional de Ankara                              | Wizz Air Abu Dhabi                                                                                            | A321x                      |                       |
| Antalya              | Aeropuerto de Antalya                                           | Etihad Airways (Estacional) (inicia 15 de junio de 2024) SunExpress                                           | B737                       |                       |
| Esmirna              | Aeropuerto de Esmirna-Adnan Menderes                            | SunExpress | B737                       |                       |
| Estambul             | Aeropuerto de Estambul                                          | Etihad Airways Turkish Airlines                                                                               |                            |                       |
| Estambul             | Aeropuerto Internacional Sabiha Gökçen                          | Air Arabia Abu Dhabi Pegasus Airlines                                                                         | A32x                       |                       |
| Uzbekistán           |                                                                 | |                            |                       |
| Samarcanda           | Aeropuerto Internacional de Samarcanda                          | Wizz Air Abu Dhabi                                                                                            | A321x                      |                       |
| Taskent              | Aeropuerto Internacional de Taskent                             | Air Arabia Abu Dhabi Wizz Air Abu Dhabi Air Samarkand                                                         | A32x A321x                 |                       |
| Europa               |                                                                 | |                            |                       |
| Albania              |                                                                 | |                            |                       |
| Tirana               | Aeropuerto Internacional Madre Teresa                           | Wizz Air Abu Dhabi                                                                                            | A321x                      |                       |
| Alemania             |                                                                 | |                            |                       |
| Colonia/Bonn         | Aeropuerto de Colonia/Bonn                                      | Smartwings (Chárter estacional)                                                                               |                            |                       |
| Düsseldorf           | Aeropuerto Internacional de Düsseldorf                          | Etihad Airways                                                                                                |                            |                       |
| Fráncfort del Meno   | Aeropuerto de Fráncfort del Meno                                | Etihad Airways                                                                                                | B7x7                       |                       |
| Leipzig              | Aeropuerto de Leipzig/Halle                                     | Smartwings (Chárter estacional)                                                                               |                            |                       |
| Múnich               | Aeropuerto Internacional de Múnich                              | Etihad Airways                                                                                                | B787                       |                       |
| Núremberg            | Aeropuerto de Núremberg                                         | Smartwings (Chárter estacional)                                                                               |                            |                       |
| Austria              |                                                                 | |                            |                       |
| Viena                | Aeropuerto de Viena                                             | Etihad Airways Wizz Air                                                                                       | B787 A32x                  |                       |
| Bélgica              |                                                                 | |                            |                       |
| Bruselas             | Aeropuerto de Bruselas                                          | Etihad Airways                                                                                                | B787                       |                       |
| Bielorrusia          |                                                                 | |                            |                       |
| Minsk                | Aeropuerto Internacional de Minsk                               | Belavia |                            |                       |
| Bosnia y Herzegovina |                                                                 | |                            |                       |
| Sarajevo             | Aeropuerto Internacional de Sarajevo                            | Wizz Air Abu Dhabi (Estacional)                                                                               | A321x                      |                       |
| Bulgaria             |                                                                 | |                            |                       |
| Sofía                | Aeropuerto de Sofía                                             | Wizz Air | A32x                       |                       |
| Dinamarca            |                                                                 | |                            |                       |
| Copenhague           | Aeropuerto de Copenhague-Kastrup                                | Etihad Airways                                                                                                | B7x7                       |                       |
| España               |                                                                 | |                            |                       |
| Barcelona            | Aeropuerto Josep Tarradellas Barcelona-El Prat                  | Etihad Airways                                                                                                | B787-9                     |                       |
| Madrid               | Aeropuerto de Madrid-Barajas                                    | Air Europa Etihad Airways                                                                                     | B787                       |                       |
| Málaga               | Aeropuerto de Málaga-Costa del sol                              | Etihad Airways (Estacional)                                                                                   |                            |                       |
| Francia              |                                                                 | |                            |                       |
| Niza                 | Aeropuerto de Niza-Costa Azul                                   | Etihad Airways (Estacional)                                                                                   |                            |                       |
| París                | Aeropuerto de París-Charles de Gaulle                           | Air France Etihad Airways                                                                                     | A350-941 A350-1041         |                       |
| Grecia               |                                                                 | |                            |                       |
| Atenas               | Aeropuerto Internacional Eleftherios Venizelos                  | Etihad Airways Wizz Air Abu Dhabi                                                                             | A32x A321x                 |                       |
| Miconos              | Aeropuerto de Miconos                                           | Etihad Airways (Estacional)                                                                                   |                            |                       |
| Santorini            | Aeropuerto Nacional de Santorini (Thira)                        | Etihad Airways (Estacional) Wizz Air Abu Dhabi (Estacional)                                                   | A321x                      |                       |
| Hungría              |                                                                 | |                            |                       |
| Budapest             | Aeropuerto Internacional de Budapest-Ferenc Liszt               | Wizz Air | A32x                       |                       |
| Irlanda              |                                                                 | |                            |                       |
| Dublín               | Aeropuerto Internacional de Dublín                              | Etihad Airways                                                                                                | B787                       |                       |
| Italia               |                                                                 | |                            |                       |
| Catania              | Aeropuerto de Catania-Fontanarossa                              | Wizz Air (Estacional)                                                                                         | A32x                       |                       |
| Milán                | Aeropuerto de Milán-Malpensa                                    | Etihad Airways                                                                                                | B787-9                     |                       |
| Nápoles              | Aeropuerto de Nápoles-Capodichino                               | Wizz Air Abu Dhabi                                                                                            | A321x                      |                       |
| Roma                 | Aeropuerto de Roma-Fiumicino                                    | Etihad Airways Wizz Air                                                                                       | B7x7 A32x                  |                       |
| Países Bajos         |                                                                 | |                            |                       |
| Ámsterdam            | Aeropuerto de Ámsterdam-Schiphol                                | Etihad Airways                                                                                                | B7x7                       |                       |
| Polonia              |                                                                 | |                            |                       |
| Cracovia             | Aeropuerto de Cracovia-Juan Pablo II                            | Wizz Air | A32x                       |                       |
| Katowice             | Aeropuerto Internacional de Katowice                            | Wizz Air | A32x                       |                       |
| Portugal             |                                                                 | |                            |                       |
| Lisboa               | Aeropuerto de Lisboa                                            | Etihad Airways                                                                                                | B787-9                     |                       |
| Reino Unido          |                                                                 | |                            |                       |
| Londres              | Aeropuerto de Londres-Heathrow                                  | British Airways Etihad Airways                                                                                | B787-9 A380-861, B787-10   |                       |
| Mánchester           | Aeropuerto de Mánchester                                        | Etihad Airways                                                                                                |                            |                       |
| República Checa      |                                                                 | |                            |                       |
| Praga                | Aeropuerto de Praga                                             | Smartwings (Chárter estacional)                                                                               |                            |                       |
| Rumanía              |                                                                 | |                            |                       |
| Bucarest             | Aeropuerto Internacional de Bucarest-Henri Coandă               | Wizz Air | A32x                       |                       |
| Cluj-Napoca          | Aeropuerto de Cluj-Napoca                                       | Wizz Air (Estacional)                                                                                         | A32x                       |                       |
| Rusia                |                                                                 | |                            |                       |
| Moscú                | Aeropuerto Internacional de Moscú-Domodedovo                    | Wizz Air Abu Dhabi                                                                                            | A321x                      |                       |
| Moscú                | Aeropuerto Internacional de Moscú-Sheremetyevo                  | Aeroflot Etihad Airways                                                                                       |                            |                       |
| Moscú                | Aeropuerto Internacional de Moscú-Vnukovo                       | Azur Air (Chárter estacional) Pobeda                                                                          | B737-800                   |                       |
| San Petersburgo      | Aeropuerto Internacional Púlkovo                                | Etihad Airways                                                                                                |                            |                       |
| Serbia               |                                                                 | |                            |                       |
| Belgrado             | Aeropuerto de Belgrado-Nikola Tesla                             | Wizz Air Abu Dhabi                                                                                            | A321x                      |                       |
| Suiza                |                                                                 | |                            |                       |
| Ginebra              | Aeropuerto Internacional de Ginebra                             | Etihad Airways                                                                                                | B787-9                     |                       |
| Zúrich               | Aeropuerto Internacional de Zúrich                              | Etihad Airways                                                                                                |                            |                       |
| Oceanía              |                                                                 | |                            |                       |
| Australia            |                                                                 | |                            |                       |
| Melbourne            | Aeropuerto Internacional Tullamarine                            | Etihad Airways                                                                                                |                            |                       |
| Perth                | Aeropuerto de Perth                                             | Etihad Airways                                                                                                |                            |                       |
| Sídney               | Aeropuerto Internacional Kingsford Smith                        | Etihad Airways                                                                                                |                            |                       |

### Carga
- Cargolux: Luxemburgo
- China Airlines Cargo: Taipéi-Taoyuan
- Etihad Cargo: Addis Abeba, Bangalore, Bogotá, Chennai, Colombo, Delhi, Hahn, Karachi, Jartum, Kolkata, Lagos, Milán, Mumbai, Shanghái-Pudong, Shenzhen, Sialkot
- Lufthansa Cargo: Hahn
- Martinair: Ámsterdam
- Turkmenistan Airlines Cargo: Asjabad

## Tráficos y estadísticas
Ver fuente y consulta Wikidata.
| Año  | Total Pasajeros | Total Carga | Total Operaciones |
| ---- | --------------- | ----------- | ----------------- |
| 1998 | 3.131.283       | 79.847      | 45.927            |
| 1999 | 3.522.306       | 92.267      | 50.694            |
| 2000 | 3.684.307       | 318.632     | 57.111            |
| 2001 | 3.588.015       | 385.055     | 65.134            |
| 2002 | 3.986.665       | 391.079     | 35.987            |
| 2004 | 5.247.000       | N/A         | N/A               |
| 2005 | 5.465.987       | N/A         | N/A               |
| 2006 | 6.289.457       | 257.622     | 75.437            |
| 2007 | 6.926.000       | 315.317     | 82.287            |
| 2008 | 9.026.000       | 353.820     | 93.163            |
| 2009 | 9.672.000       | 378.746     | 102.118           |
| 2010 | 9.954.000       | 391.755     | 111.486           |
| 2012 | 14.700.000      | 567.965     | 121.638           |
| 2013 | 15.325.000      | 631.882     | 166.912           |

## Transporte terrestre
Etihad Airways ofrece autobuses entre Dubái y el aeropuerto internacional de Abu Dhabi para sus clientes, así como un servicio de autobús a Al Ain. Un autobús de la ciudad también conecta el aeropuerto con el centro de la ciudad de Abu Dhabi.